# فیلیپ دی فولکو
فیلیپ دی فولکو (به فرانسوی: Philippe Di Folco) نویسنده، مقاله‌نویس، شاعر و فیلم‌نامه‌نویس قرن بیستم میلادی اهل فرانسه است.